# 巴比倫分封協議

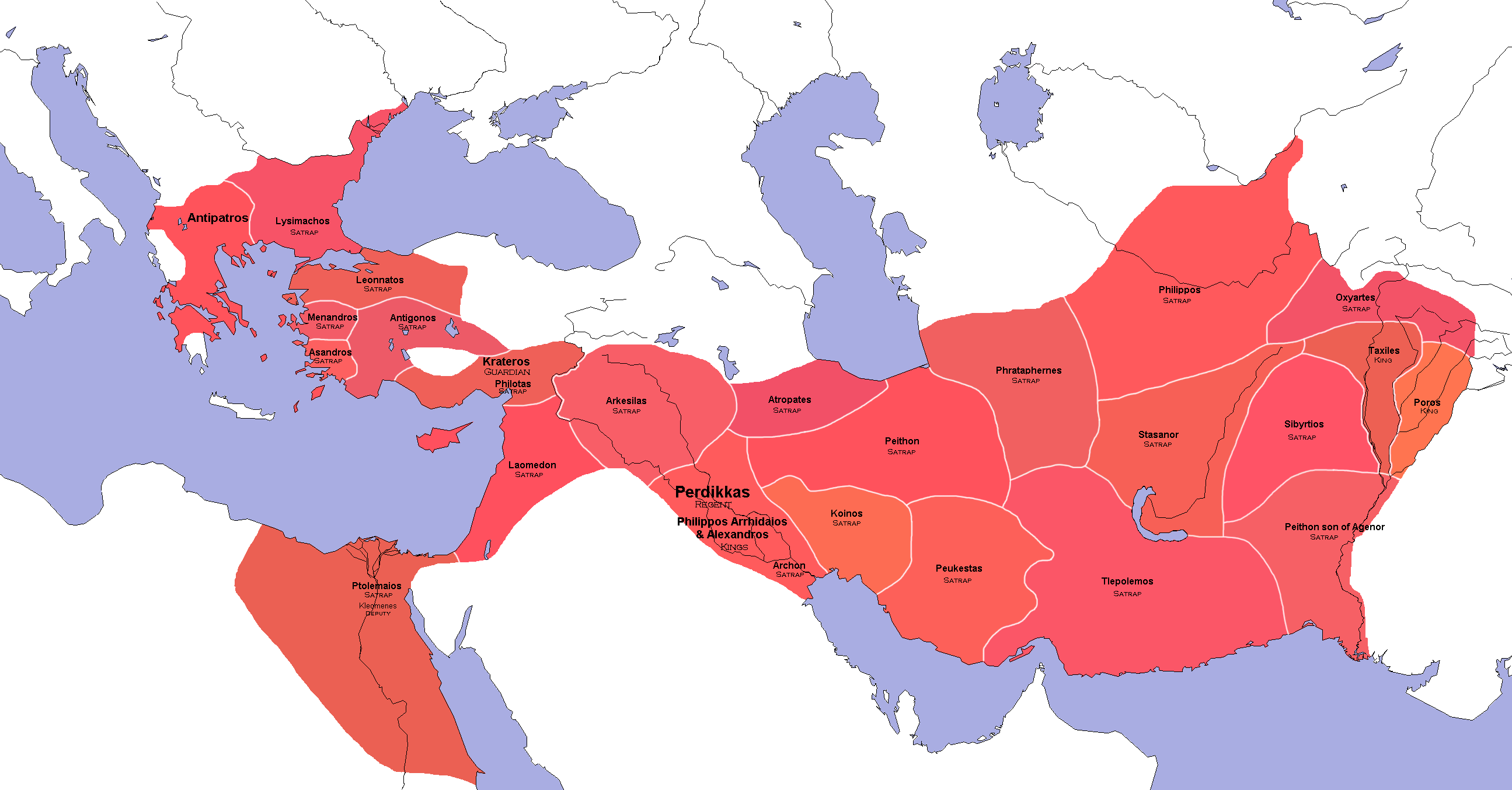
巴比伦分封时期的各总督区主要位置，根据阿里安和西西里的狄奥多罗斯

巴比倫分封協議發生於前323年，亞歷山大大帝死後其手下將領們透過該協議瓜分亞歷山大帝國的大片疆土。
亞歷山大大帝逝世後，因墨勒阿革洛斯與佩爾狄卡斯兩方對王位繼承權意見分歧，墨勒阿革洛斯的一方希望由腓力三世全權承繼，而佩爾狄卡斯的一方則希望等待亞歷山大帝的遺腹子（後來的亞歷山大四世）出生後在攝政扶持下繼承王位。最後由歐邁尼斯主催各方達成妥協。
會議後，腓力三世當上國王，但由佩爾狄卡斯攝政統治，墨勒阿革洛斯擔任副手。然而，墨勒阿革洛斯及其約300名黨人很快便給佩爾狄卡斯消滅。佩爾狄卡斯隨後進行這場分封協議，將疆土分封給亞歷山大大帝的前將領及總督。
前320年，隨著第一次繼業者戰爭結束，此協議被特里帕拉迪蘇斯分封協議所取代。